# Sierra Nevada (Spanyolország)
A Sierra Nevada (neve spanyolul „havas hegyláncot” jelent) hegylánc Andalúziában, Dél-Spanyolországban. Itt található az Ibériai-félsziget legmagasabb pontja, a 3479 m magas Mulhacén.
Népszerű turisztikai célállomás, mivel a hóbiztos, magas csúcsok lehetővé teszik a síelést. Itt van Európa legdélebbi síparadicsoma a Földközi-tenger mentén, amely meleg klímájáról és a napsütéses órák magas számáról ismert. Közel fekszik Granada, Málaga és Almería városokhoz. Egy része a Sierra Nevada Nemzeti Parkhoz tartozik.

## Földrajz

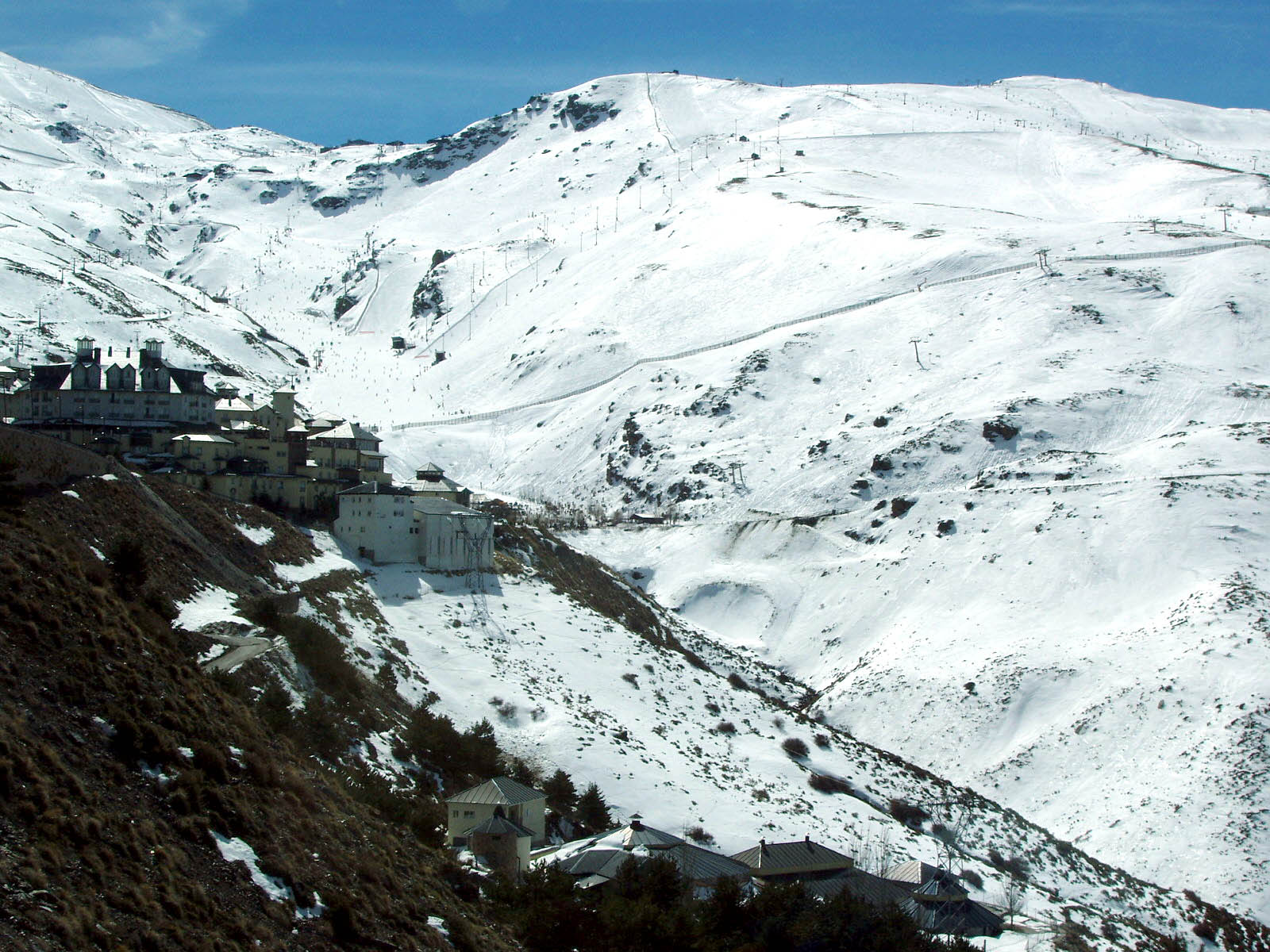
A síparadicsom

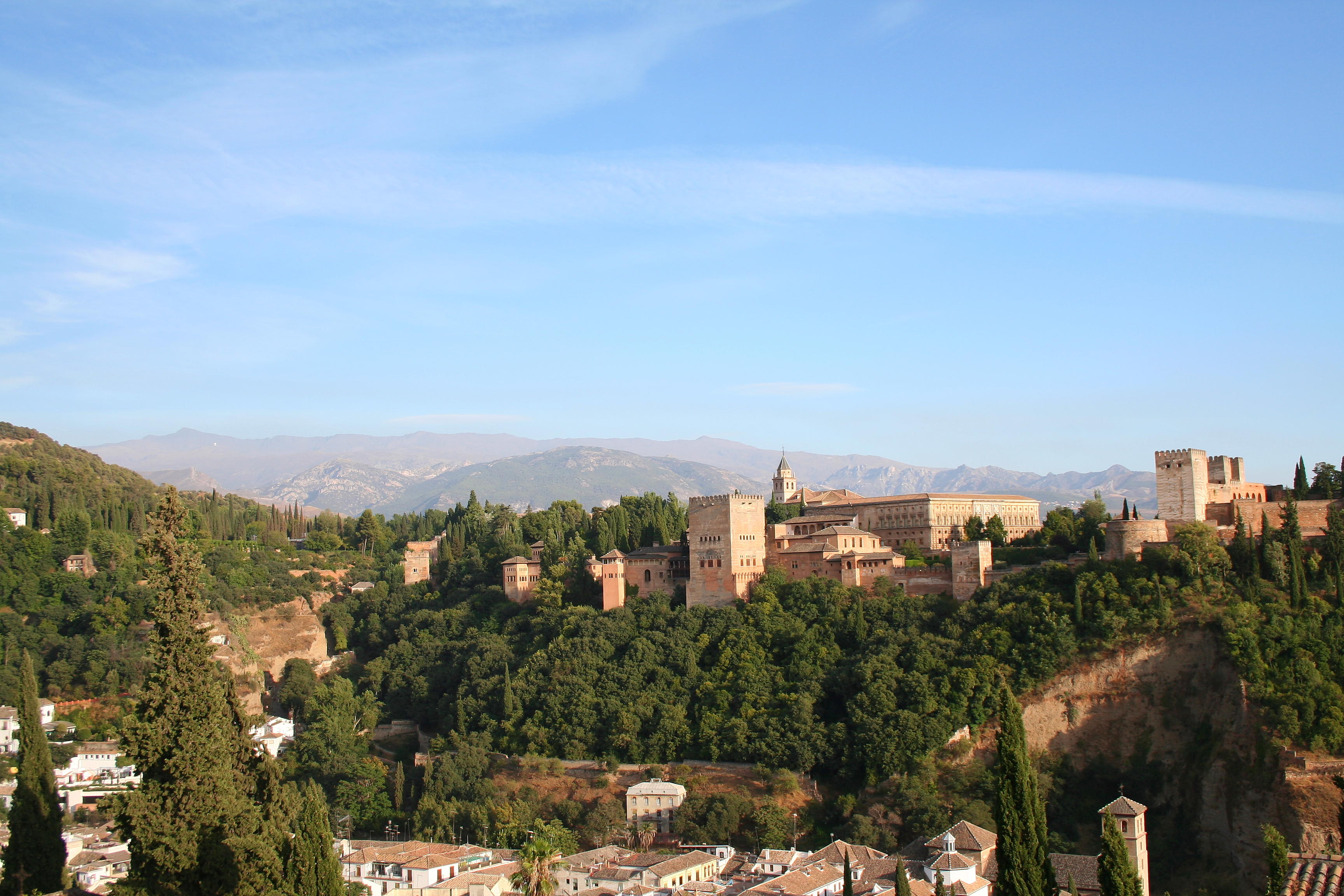
Granada

A hegység központi része a nyugat-délnyugat – kelet-északkelet irányú gerinc. Ez a vízválasztót alkotó gerinc meglehetősen hosszú szakaszon folyamatosan 3000 m feletti magasságú. A hegylánc déli oldalán több hosszú, de keskeny folyóvölgy húzódik délnyugat felé, a völgyeket másodlagos gerincek választják el.
A meredekebb és sziklásabb északi oldalon a völgyek iránya kevésbé szabályos. Ezen az oldalon folyik a Rio Genil, mely a Mulhacén közelében ered, és útján számos apróbb folyó torkollik belé.
A hegység része az UNESCO bioszféra-rezervátum hálózatának. A Sierra Nevada Obszervatórium a hegy északi lejtőjén, 2800 m magasságban található.

### Kialakulása
A Sierra Nevada az Eurázsiai-hegységrendszer része. Az alpi hegységképződés időszakában jött létre. Ez a hegységképződési folyamat hozta létre az európai Alpokat és a Földközi-tenger déli partján emelkedő Atlasz-hegységet. A hegység mai formája a harmadidőszak során (65–1,8 millió év) jött létre az afrikai és az európai kontinentális kéreglemezek ütközése során.

### Legmagasabb hegycsúcsok
- Mulhacén (3479 m)
- Veleta (3393 m)
- Alcazaba (3371 m)
- Cerro los Machos (3324 m)
- Puntal de Vacares (3143 m)
- Cerro del Caballo (3015 m)

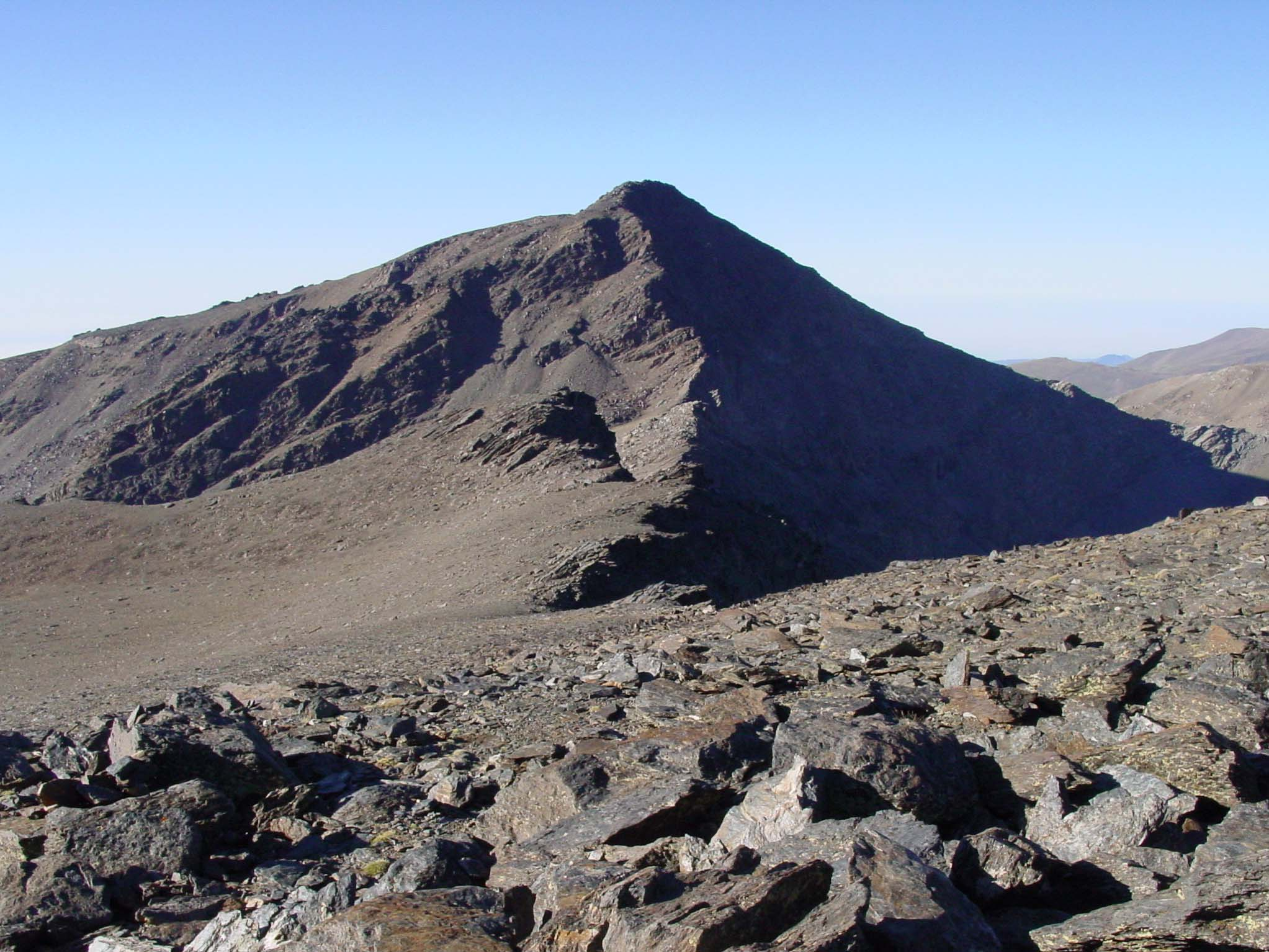
Mulhacén
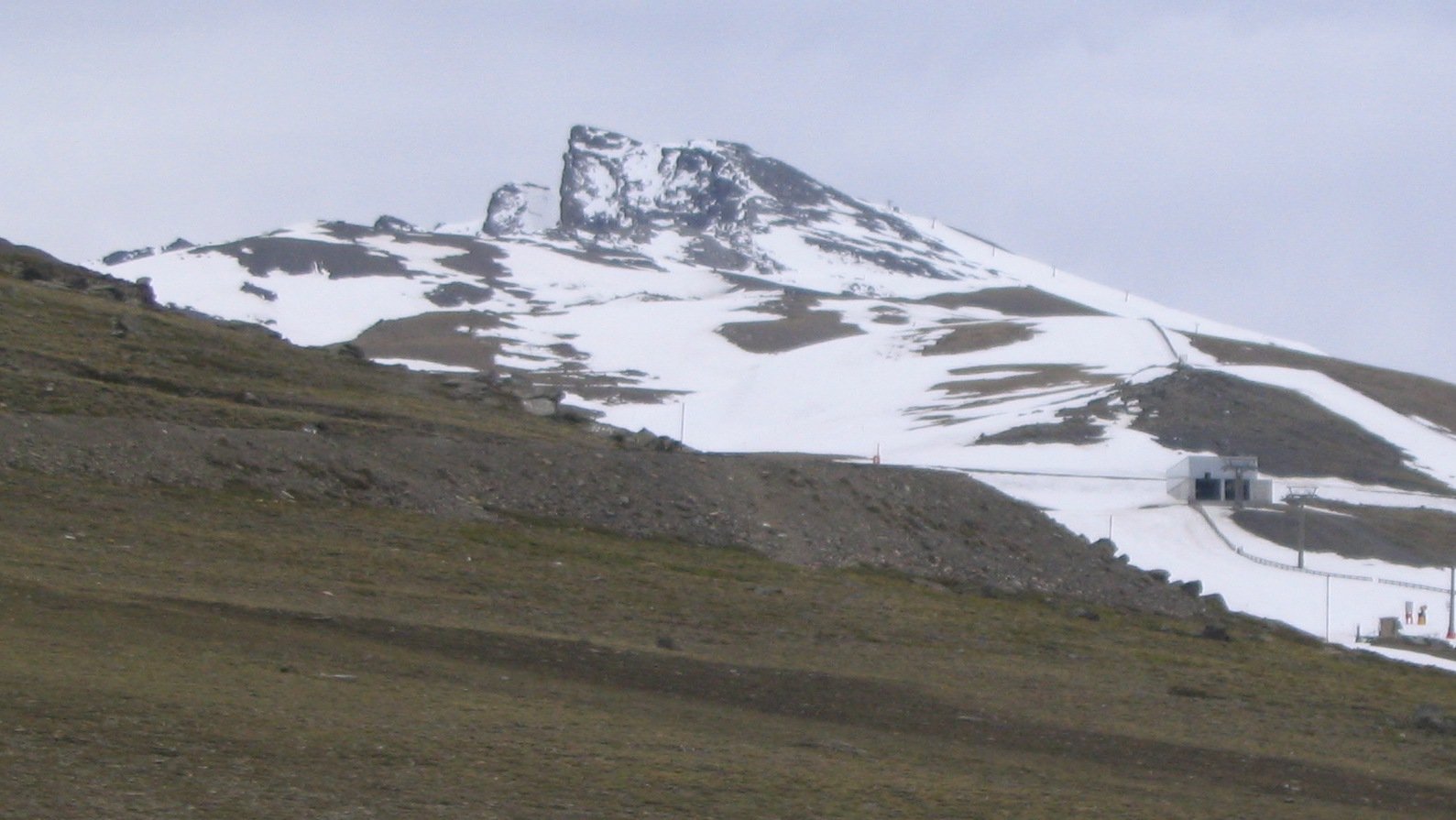
Veleta
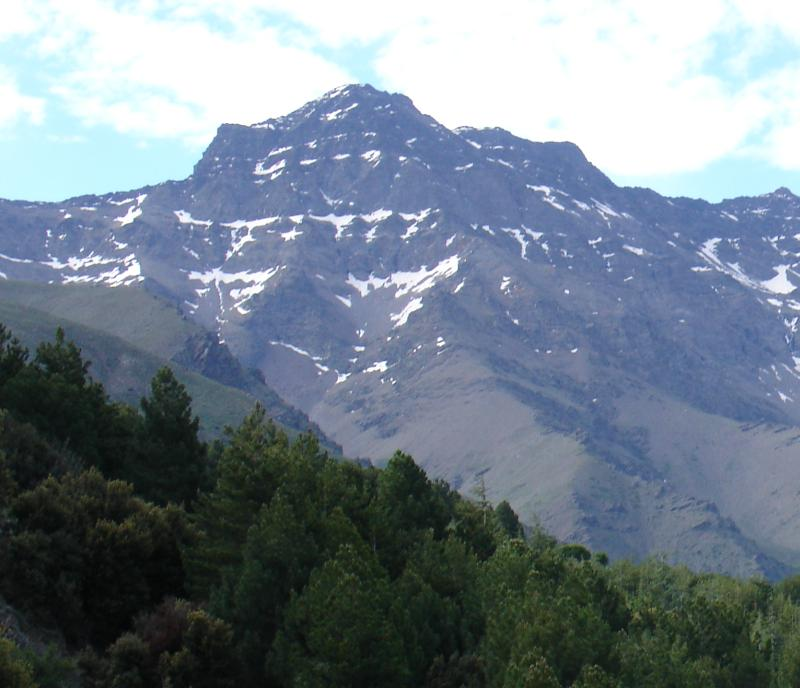
Alcazaba